# Carex petriei
Carex petriei là một loài thực vật có hoa trong họ Cói. Loài này được Cheeseman mô tả khoa học đầu tiên năm 1884.